# Gymnanthes farinosa
Gymnanthes farinosa là một loài thực vật có hoa trong họ Đại kích. Loài này được (Griseb.) G.L.Webster mô tả khoa học đầu tiên năm 1988.